# Lee Je-hoon
Dans ce nom coréen, le nom de famille, Lee, précède le nom personnel.
Lee Je-hoon (이제훈) est un acteur sud-coréen, né le 4 juillet 1984 a Séoul.

## Filmographie

### Films
- 2006 : Bet On My Disco (방과후 옥상) de Lee Seok-hoon
- 2006 : Marrying the Mafia III (가문의 부활 - 가문의 영광 3) de Jeong Yong-ki
- 2007 : Small Town Rivals (이장과 군수) de Jang Gyoo-seong
- 2009 : The Pit and The Pendulum (약탈자들) de Sohn Young-sung : Young Sang-tae
- 2009 : Just Friends? (친구 사이?) de Kim Jho Kwang-soo : Seok-i (court-métrage)
- 2010 : Ghost (귀 鬼) de Kim Jho Kwang-soo : Kim-se (court-métrage, segment Hands that Call)
- 2010 : Finding Mr. Destiny (김종욱 찾기) de Jang Yoo-jeong : Woo-hyeong
- 2010 : La Frappe (파수꾼) de Yoon Sung-hyun : Gi-tae
- 2011 : Gojijeon (고지전) de Jang Hoon : Sin Il-yeong
- 2012 : Architecture 101 (건축학개론) de Lee Yong-joo : Past Seung-min
- 2012 : Ghost Sweepers (점쟁이들) de Sin Jeong-won : Seok-hyeon
- 2013 : An Ethics Lesson (분노의 윤리학) de Park Myeong-rang : Jeong-hoon
- 2013 : Paparoti (파파로티) de Yoon Jong-chan : Jang-ho
- 2016 : Phantom Detective (탐정 홍길동: 사라진 마을) de Jo Sung-hee : Hong Gil-dong
- 2017 : Anarchist from Colony : Park Yeol
- 2017 : I Can Speak : Park Min-jae
- 2020 : La Traque (사냥의 시간) de Yoon Sung-hyun : Joon-seok
- 2020 : Collectors (도굴 ) de Park Jeong-bae : Kang Dong-goo
- 2023 : Noryang (노량: 죽음의 바다) de Kim Han-min : Gwang-hae, jeune
- 2024 : Escape (탈주) de Lee Jong-pil : Im Gyu-nam

### Séries télévisées
- 2010 : Three Sisters (세자매) de Son Jae-seong et Yoon Ryoo-hae : Kim Eun-gook
- 2012 : Fashion King (패션왕) de Lee Myeong-woo : Jeong Jae-hyeok
- 2014 : Secret Door (비밀의 문) de Kim Hyung-shik : Prince Sado
- 2016 : Signal (시그널) de Kim Won-seok : Park Hae-young
- 2017 : Tomorrow with you (내일 그대와) de Yoo Je-Won : Yoo So-Joon
- 2018 : Where Stars Land (여우각시별) de Shin Woo-chul : Lee Soo-yeon
- 2020 : Hot Stove League (스토브리그) de Jeong Dong-yoon : Lee Je-hoon
- 2021 : Taxi Driver (모범택시) de Park Joon-woo : Kim Do-gi
- 2021 : Move to Heaven (무브 투 헤븐) de Kim Sung-ho : Jo Sang-goo

## Récompenses et nominations
| Année | Titre                                            | Catégorie                                     | Travail nommé     | Résultat   |
| ----- | ------------------------------------------------ | --------------------------------------------- | ----------------- | ---------- |
| 2011  | 20e Buil Film Awards                             | Best New Actor                                | Gojijeon          | Lauréat    |
| 2011  | 20e Buil Film Awards                             | Best Dressed                                  | NC                | Lauréat    |
| 2011  | 48e Grand Bell Awards                            | Best New Actor                                | Bleak Night       | Lauréat    |
| 2011  | 48e Grand Bell Awards                            | Best New Actor                                | Gojijeon          | Nomination |
| 2011  | 31e Korean Association of Film Critics Awards    | Best New Actor                                | Gojijeon          | Lauréat    |
| 2011  | 32e Blue Dragon Film Awards                      | Best New Actor                                | Bleak Night       | Lauréat    |
| 2011  | 19e Korean Culture and Entertainment Awards      | Best New Actor (Film)                         | Gojijeon          | Lauréat    |
| 2012  | 3e KOFRA Film Awards                             | Best New Actor                                | Bleak Night       | Lauréat    |
| 2012  | 48e Baeksang Arts Awards                         | Best New Actor (Film)                         | Architecture 101  | Nomination |
| 2012  | 6e Mnet 20's Choice Awards                       | 20's Male Movie Star                          | Architecture 101  | Lauréat    |
| 2012  | 16e Puchon International Fantastic Film Festival | Fantasia Award                                | Architecture 101  | Lauréat    |
| 2014  | 10e Jecheon International Music & Film Festival  | Best Actor in a Music Film                    | My Paparoti       | Lauréat    |
| 2014  | CGV Arthouse Opening Ceremony                    | Plaque for Rising Star in Independent Film    | Bleak Night       | Lauréat    |
| 2014  | SBS Drama Awards                                 | Top Excellence Award, Actor in a Serial Drama | Secret Door       | Lauréat    |
| 2014  | SBS Drama Awards                                 | Top 10 Stars                                  | Secret Door       | Lauréat    |
| 2014  | SBS Drama Awards                                 | Popularity Award                              | Secret Door       | Nomination |
| 2014  | SBS Drama Awards                                 | Best Couple Award with Park Eun-bin           | Secret Door       | Nomination |
| 2016  | 52e Baeksang Arts awards                         | Most popular actor (TV)                       | Signal            | Nomination |
| 2016  | tvN 10 Awards                                    | Best actor                                    | Signal            | Nomination |
| 2016  | tvN 10 Awards                                    | PD's Choice                                   | Signal            | Lauréat    |
| 2016  | 1re Asia Artist Awards                           | Best Celebrity Award, Actor                   | Signal            | Nomination |
| 2016  | Korea Top Star Awards                            | Popular Star Award                            | Phantom Detective | Lauréat    |